# Kitz Alps Trail
Der Kitz Alps Trail (abgekürzt KAT100 - 100 steht für die Distanz in Meilen) ist ein seit 2019 jährlich im August ausgetragener Ultramarathon in Österreich. Er führt mit Start und Ziel in Fieberbrunn in der Gegend um die Kitzbüheler Alpen und ist, bezogen auf die Streckenlänge von rund 169 km und 9.800 positiven Höhenmetern, der anspruchsvollste Bergmarathon unter den Traillauf-Bewerben in Österreich.

## Strecke
Die gesamte Route verläuft mit wenigen Ausnahmen auf bestehenden Naturwegen. Der Rundkurs mit Start in Fieberbrunn führt über Hochfilzen, St. Johann in Tirol, Kitzbüheler Horn, Jochberg, Oberaurach und Fieberbrunn zurück zum Start. Für eine erfolgreiche Beendigung werden sechs ITRA- bzw. sechs UTMB-Punkte vergeben.

### Alternative Bewerbe
Es besteht auch die Möglichkeit, neben dem KAT100 Miles mit einer Länge von 169 km und 9800 Höhenmeter, diesen als Staffelbewerb sowie Bewerbe auf kürzeren Strecken zu bestreiten:
- KAT100 Ekiden Trail: Staffelbewerb über 82 km bzw. 87 km mit jeweils 4900 Höhenmeter, 4 ITRA/UTMB-Punkte
- KAT100 Endurance Trail: 87 km mit 4900 Höhenmeter, 4 ITRA/UTMB-Punkte
- KAT100 Marathon: 58 km mit 3100 Höhenmeter, 3 ITRA/UTMB-Punkte
- KAT100 Speed Trail: 24 km mit 1500 Höhenmeter, 1 ITRA/UTMB-Punkt
- KAT100 Kids Trail: Rundkurs über 500 m für Kinder und Jugendliche zwischen 6 und. 16 Jahre (je nach Alter zwischen einer und drei Runden)

## Meisterschaft
2019 wurde im Rahmen des KAT100 Endurance Trail die Österreichische Meisterschaft im Ultra Trail ausgetragen bzw. gehörte der Bewerb zum Österreichischen Trailrunning Cup.

## Reglement
Das Reglement sieht vor, dass die Teilnehmer über persönliche Autonomie im Gebirge verfügen müssen (beim KAT100 Endurance Trail fünf ITRA-Punkte). Je nach Bewerb ist das Mittragen vorgegebener Ausrüstungsgegenstände verpflichtend. Der Bewerb findet nach den Richtlinien der Austrian Trail Running Association (ATRA) statt. Eine erfolgreiche Beendigung des KAT100 Endurance Trail wird mit sechs ITRA bzw. sechs UTMB-Punkte gewertet.

## Statistik

### Siegerlisten

#### KAT100 Miles
| Jahr | Männer                 | Zeit     | Frauen          | Zeit     |
| ---- | ---------------------- | -------- | --------------- | -------- |
| 2019 | Alexander Rabensteiner | 28:37:12 | Florina Vasutiu | 36:32:27 |

#### KAT100 Ekiden Trail
| Jahr | Team                                | Zeit     |
| ---- | ----------------------------------- | -------- |
| 2019 | Herwig Ritter und Hannes Holzhammer | 27:49:58 |

#### KAT100 Endurance Trail
| Jahr | Männer        | Zeit     | Frauen        | Zeit     |
| ---- | ------------- | -------- | ------------- | -------- |
| 2019 | Bernd Zwinger | 11:51:39 | Diana Dzaviza | 13:49:28 |

#### KAT100 Marathon Trail
| Jahr | Männer         | Zeit     | Frauen           | Zeit     |
| ---- | -------------- | -------- | ---------------- | -------- |
| 2019 | Dominik Skokan | 06:31:57 | Marcela Vasinova | 06:59:06 |

#### KAT100 Speed Trail
| Jahr | Männer            | Zeit    | Frauen       | Zeit    |
| ---- | ----------------- | ------- | ------------ | ------- |
| 2019 | Manuel Achleitner | 2:32:35 | Lena Laukner | 2:53:27 |

### Finisherzahlen
| Jahr | KAT100 Miles | davon Frauen | KAT100 Ekiden Trail | KAT100 Endurance Trail | davon Frauen | KAT100 Marathon Trail | davon Frauen | KAT100 Speed Trail | davon Frauen |
| ---- | ------------ | ------------ | ------------------- | ---------------------- | ------------ | --------------------- | ------------ | ------------------ | ------------ |
| 2019 | 24           | 2            | 5                   | 44                     | 3            | 69                    | 17           | 131                | 39           |

## Sonstiges
Veranstalter ist Thomas Bosnjak, Obmann der Austrian Trail Running Association (ATRA).
2020 wird die Veranstaltung zwischen 6. und 8. August ausgetragen.